# First Issue
| Críticas profissionais                                                      | Críticas profissionais |
| Avaliações da crítica                                                       | Avaliações da crítica  |
| Fonte                                                                       | Avaliação              |
| --------------------------------------------------------------------------- | ---------------------- |
| All Music Guide                                                             | link                   |
| Esta tabela precisa de ser acompanhada por texto em prosa. Consulte o guia. |                        |

First Issue é o álbum de estreia da banda britânica de pós-punk Public Image Ltd., lançado em 1978. É considerado um dos primeiros álbuns do gênero pós-punk.

## Faixas
1. "Theme" – 9:05
2. "Religion I" – 1:40
3. "Religion II" – 5:40
4. "Annalisa" – 6:00
5. "Public Image" – 2:58
6. "Low Life" – 3:35
7. "Attack" – 2:55
8. "Fodderstompf" – 7:40

## Posição nas paradas musicais
| Parada (1978-79)                    | melhor posição |
| ----------------------------------- | -------------- |
| Austrália (Kent Music Report)       | 77             |
| Nova Zelândia (RMNZ)                | 18             |
| Reino Unido (Official Albums Chart) | 22             |

| Parada (2023)                             | Melhor posição |
| ----------------------------------------- | -------------- |
| Escócia (Official Scottish Albums)        | 59             |
| Reino Unido (UK Independent Albums Chart) | 18             |

## Certificações
| Região                                                                                                  | Certificação | Vendas  |
| --- | ------------ | ------- |
| Reino Unido (BPI)                                                                                       | Prata        | 60,000^ |
| *números de vendas baseados somente na certificação ^números de vendas baseados somente na certificação |              |         |